# Fränkische Moststraße
Die Fränkische Moststraße ist ein Netz von „Moststationen“, das sich in der Region Hesselberg in Mittelfranken über 30 Kommunen erstreckt. Das Gebiet der Fränkischen Moststraße ist von Streuobstwiesen geprägt.
Jede Moststation fördert auf ihre Weise den Erhalt der Streuobstwiesen durch Verwertung des Obstes in der Region rund um den Hesselberg. Es gibt mehrere Kategorien von Moststationen:
- Streuobstbestände
- Anlagen zur Obstverarbeitung
- Klassenzimmer im Grünen
- Anlagen zu den Themen Imkerei / Schäferei / Blühflächen
- Gastronomische Moststationen
- Verkaufsstellen von regionalen Obstprodukten

Ziel der Fränkischen Moststraße ist es insbesondere, die Bestände von Hochstamm-Obstbäumen („Streuobstwiesen“) in der Region zu erhalten und neue anzulegen. Nachdem in den vergangenen Jahrzehnten der Obstbau in Deutschland hin zu Niedrigstamm-Plantagen ging, setzt sich langsam wieder die Erkenntnis durch, welche große ökologische Bedeutung Streuobstwiesen haben.